# 出沢明
出沢 明（でざわ あきら）は、日本の整形外科医師である。帝京大学教授。

## 略歴
千葉大学卒業後、国立横浜東病院整形外科院長、千葉市療育センター通園センター長、帝京大学講師・助教授を歴任。 2004年帝京大学教授、同大学付属溝口病院副院長補佐兼整形外科長就任。
2003年「経皮的内視鏡腰椎椎間板ヘルニア摘出術（PED=ペッド）」を日本に紹介。 これまでヘルニアの摘出には「内視鏡腰椎椎間板摘出術（MED=メッド）」と呼ばれるものが多用された。 このMEDは、全身麻酔をかけて切開し、16㎜の傷口から内視鏡を使って摘出するが、入院・加療・静養には1週間以上が必要とされていた。
出沢が紹介したPEDと呼ばれる切開手術法は、患部に局所麻酔をすることによって、切開する面積は従来のMEDから半分程度で済み、特殊なピンセット状のもので、狭い場所にあるヘルニアを摘出するとともに、局所への痛み・刺激なども抑えられることから、入院期間が1日程度、加療・静養も短期間で済むと言われている。
また、PEDによる切開手術を施すことによって、ヘルニアの再発防止が期待されている。通常、椎間板には再生能力がなく、MED手術をすると、その痕は広がったままの状態であり、髄核が再び飛び出し、5-10%は再発してしまうが、PEDだと、切開する範囲も小さいため、再発の予防につなげることができるという。テレビ番組などでも数多く特集されている。